# Glycosia nox
Glycosia nox är en skalbaggsart som beskrevs av Sakai 1995. Glycosia nox ingår i släktet Glycosia och familjen Cetoniidae. Inga underarter finns listade i Catalogue of Life.